# Mosteiro de Liège
O Mosteiro de Liège, a Cartuxa de Liège, era um mosteiro de monges cartuxos construído no Monte Cornillon, uma colina que se debruça a confluência do Ourthe e da Meuse, em Liège, na Bélgica. Os monges-ermitas de São Bruno ocuparam o mosteiro de 1360 a 1794. O antigo mosteiro deu o nome ao quarteirão La Chartreuse que faz parte da cidade de Liège.
Mais tarde, e transformado, o mosteiro torna-se no Château de Cornillon e num bastião militar que desde o 1344 cai no abandono, e em 1288 os Liégeois acabam mesmo por mesmo por o destruir .

## História

### Primeira ordem
Em 1106 foi construída uma igreja nas alturas do Monte Cornillon, e vinte anos depois os cónegos premonstratenses presentes na Abadia de Floreffe desde 1121 estabelessem-se junto da capela que é dedicada aos doze apóstolos. Esta capela guardará durante um certo tempo os restos mortais do Imperador Henrique IV .

### Convento fortificado
Os actos de violência armada e de pilhagem são frequentes pois o Monte Cornillon fica numa posição estratégica dominante sobre a cidade de Liège. É por essa razão que os Premonstratense deixam o local em 1288 .
Entretanto os Cartuxos ocupam  em 1360 as dependências fortificadas do antigo Château de Cornillon e entre as guerrilhas e os atacam, conseguem mesmo expandir-se entre a invasão do exército francês comandado pelo Marechal de Boufflers (1691) e as de Niellon (1702) antes da invasão de Lieja em 1792 que expulsão os monges e roubam a abadia. É o fim do que foi um convento . 

### Forte
A 30 de agosto de 1817 o rei Guilherme da Holanda decide de reconstruir o forte, o Forte da Cartuxa para servir de posto fortificado conjuntamente com o da cidade de Nieuwpoort e da Cidadela de Dinant, às quais se virão juntar o forte de Huy e da Cidadela de Liège. Dois túneis e duas pontes permitem a ligação com o exterior. Liège revolta-se em 1830 e expulsa os holandeses do forte, em 21 de setembro de 1830 o Journal de Province de Liège relata o acontecimento .

### Caserna
Entre 1891 e 1914 o forte serve de caserna pelo que sobre várias modificações. Em 1914 os alemães invadem a Bélgica e a guarnição pagará um pesado tributo ao tentar defendes a cidade como o assinala hoje o monumento erigido em sua honra. Entre 1914-1918 é transformada em prisão para centenas de belgas .

## Imagens

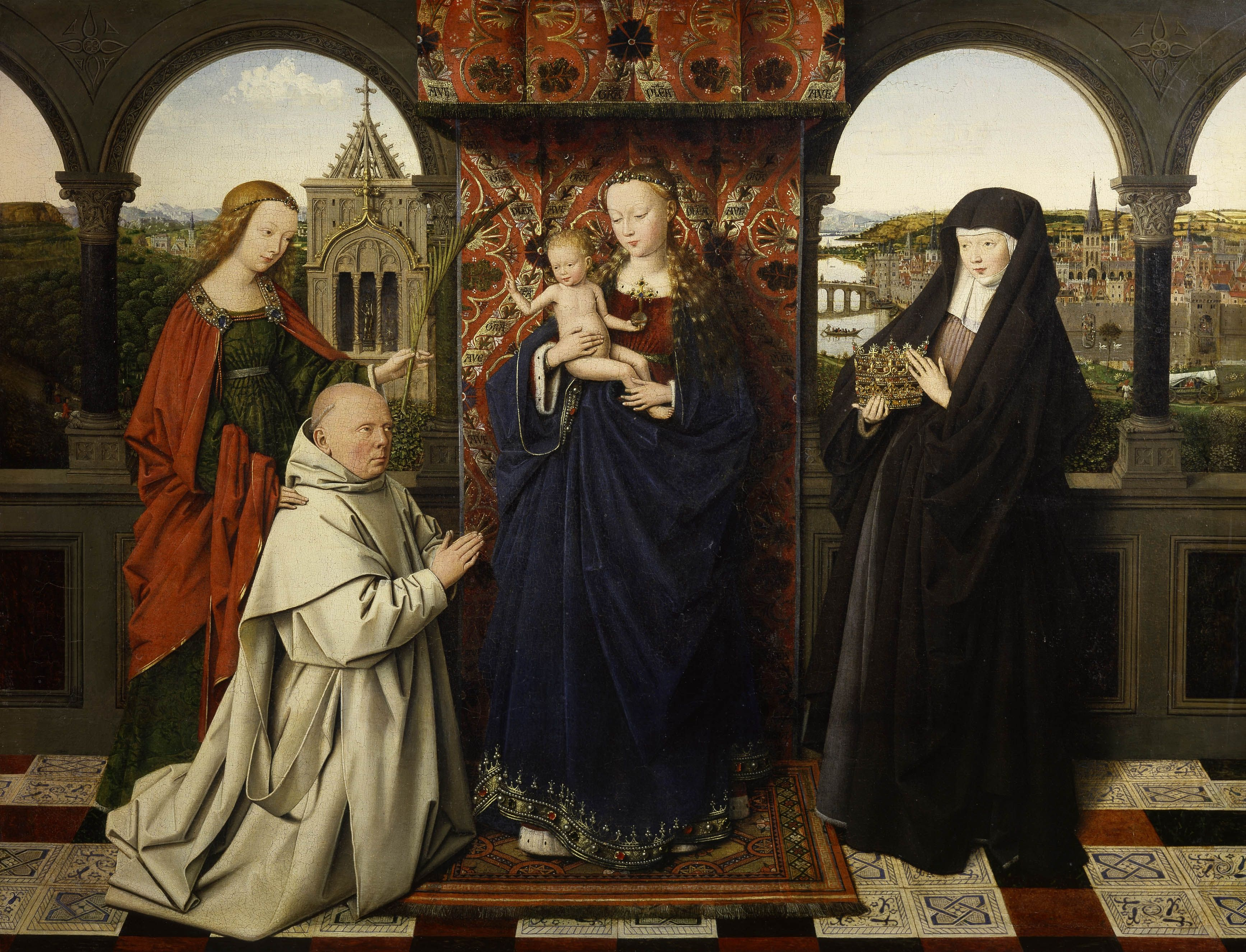
La Vierge au Chartreux de Jan Van Eyck
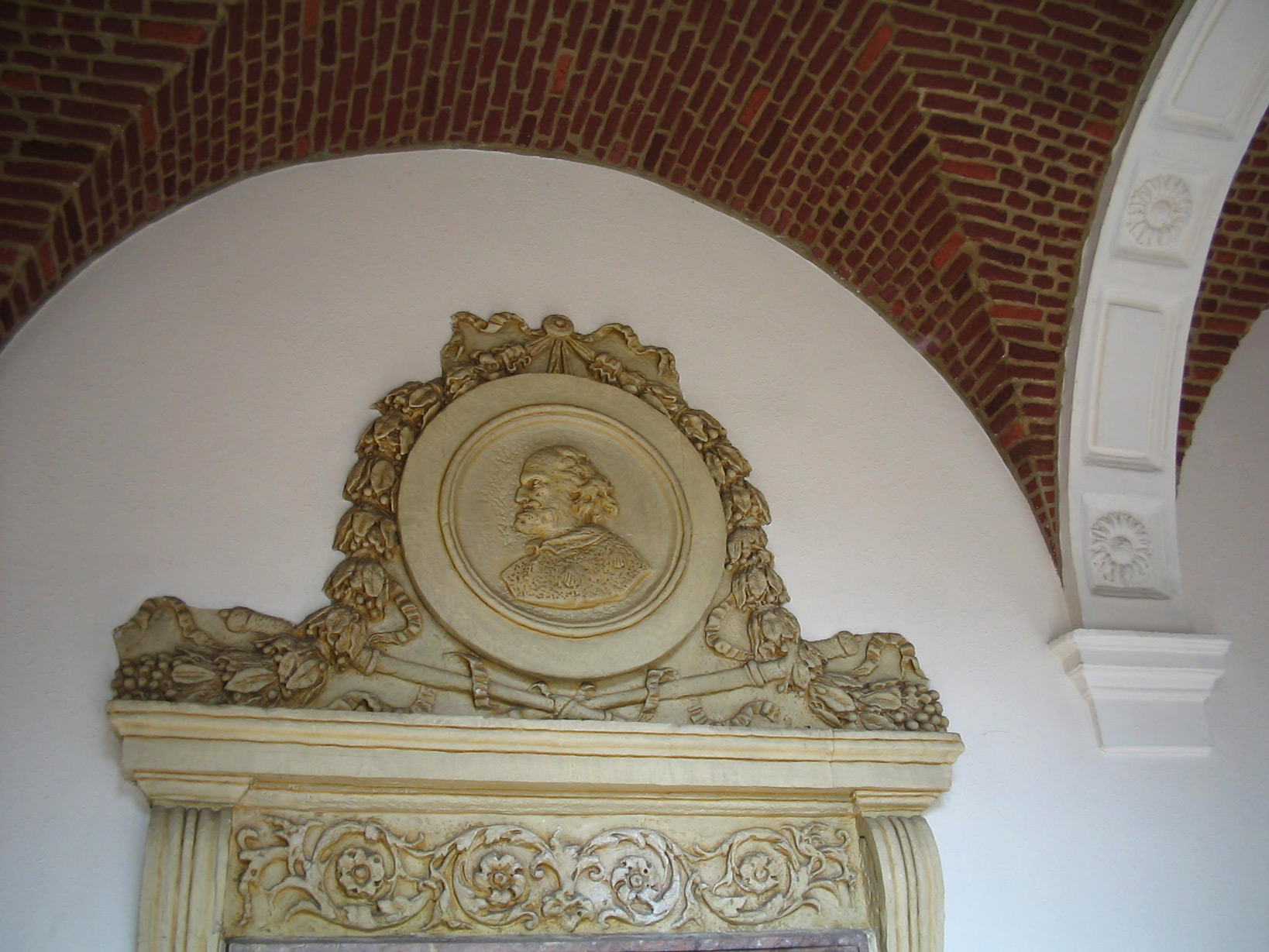
Entrada de uma cela
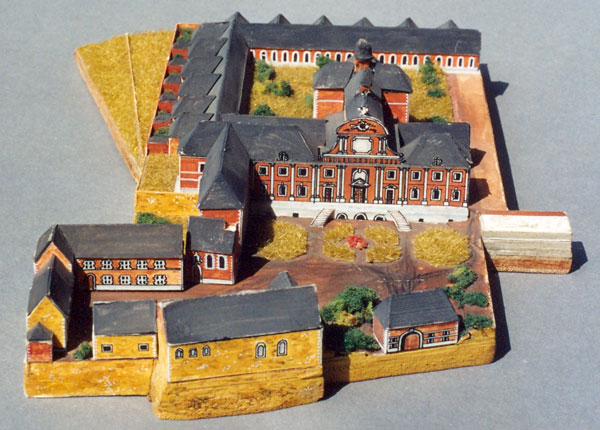
Maquete